# Artesanía

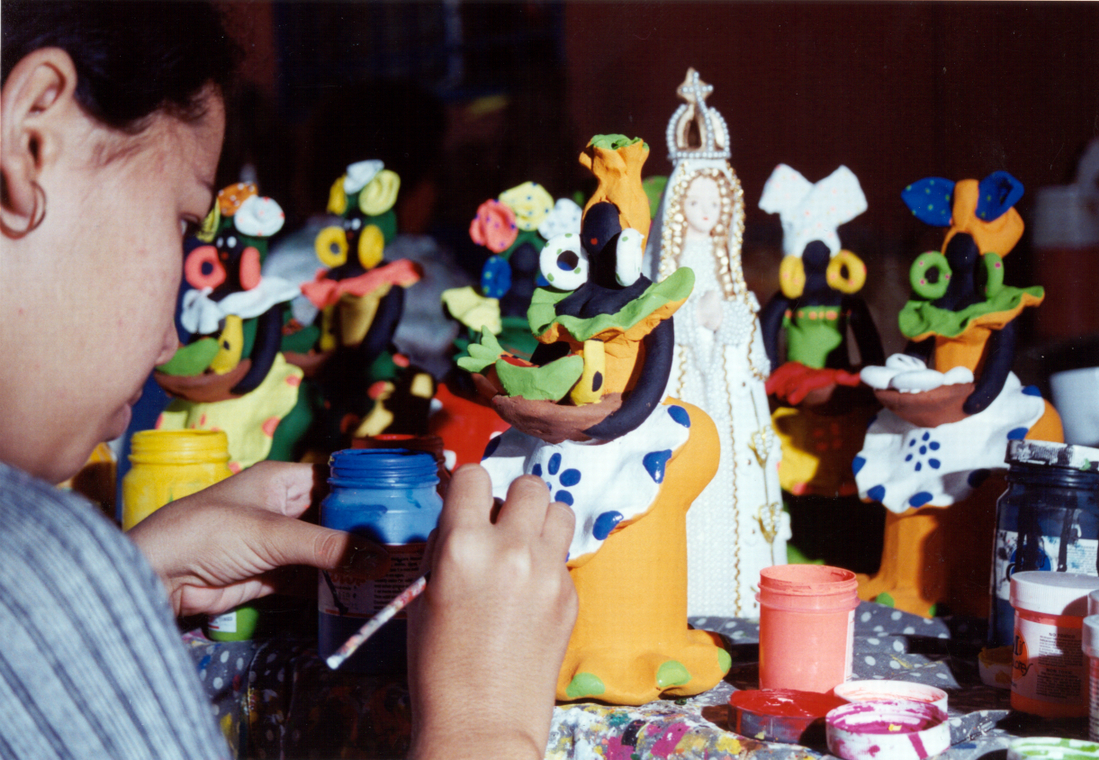
Trabajo artesano en arcilla, Nueva Esparta.

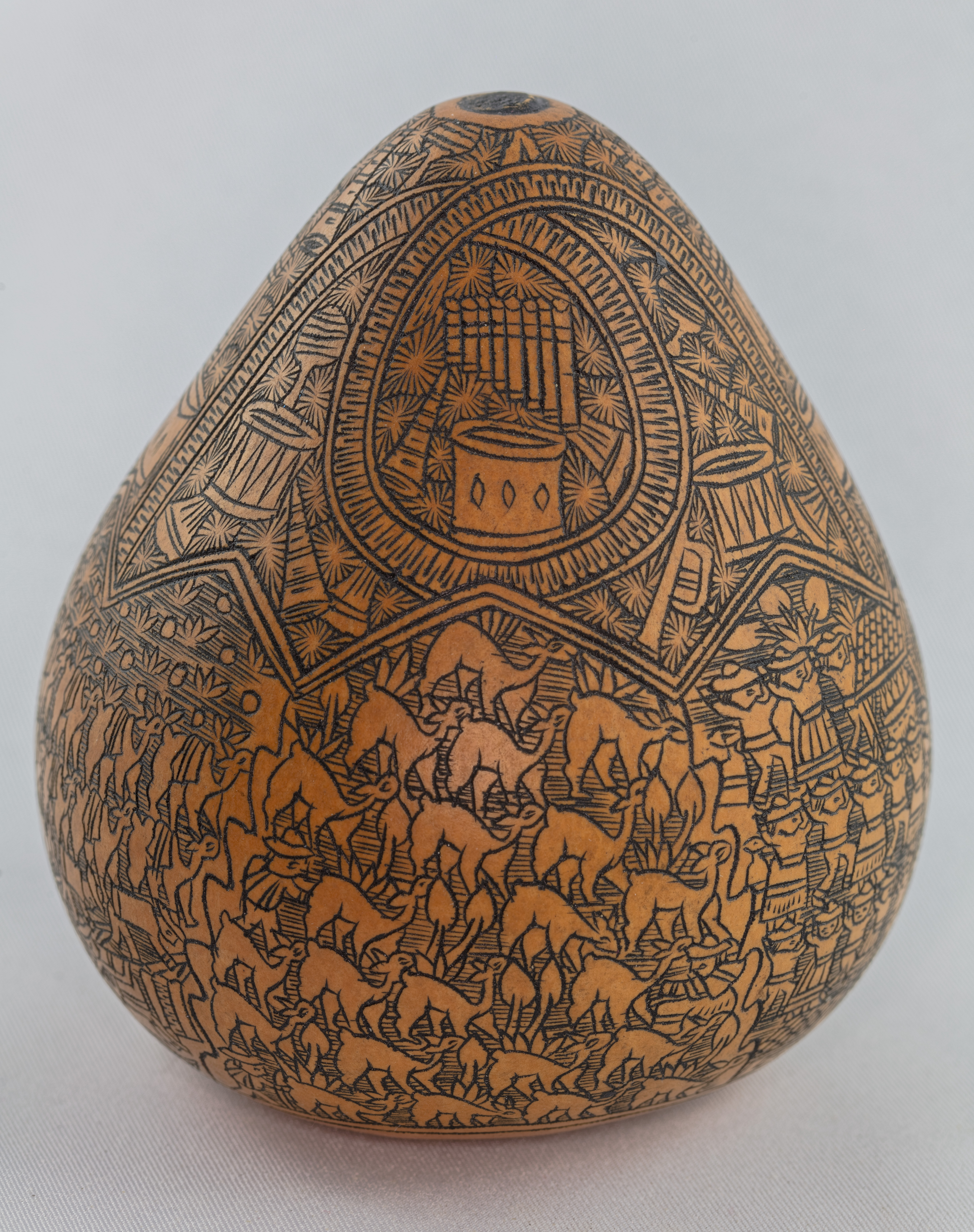
Calabaza grabada hecha a mano en Ibarra, Ecuador.

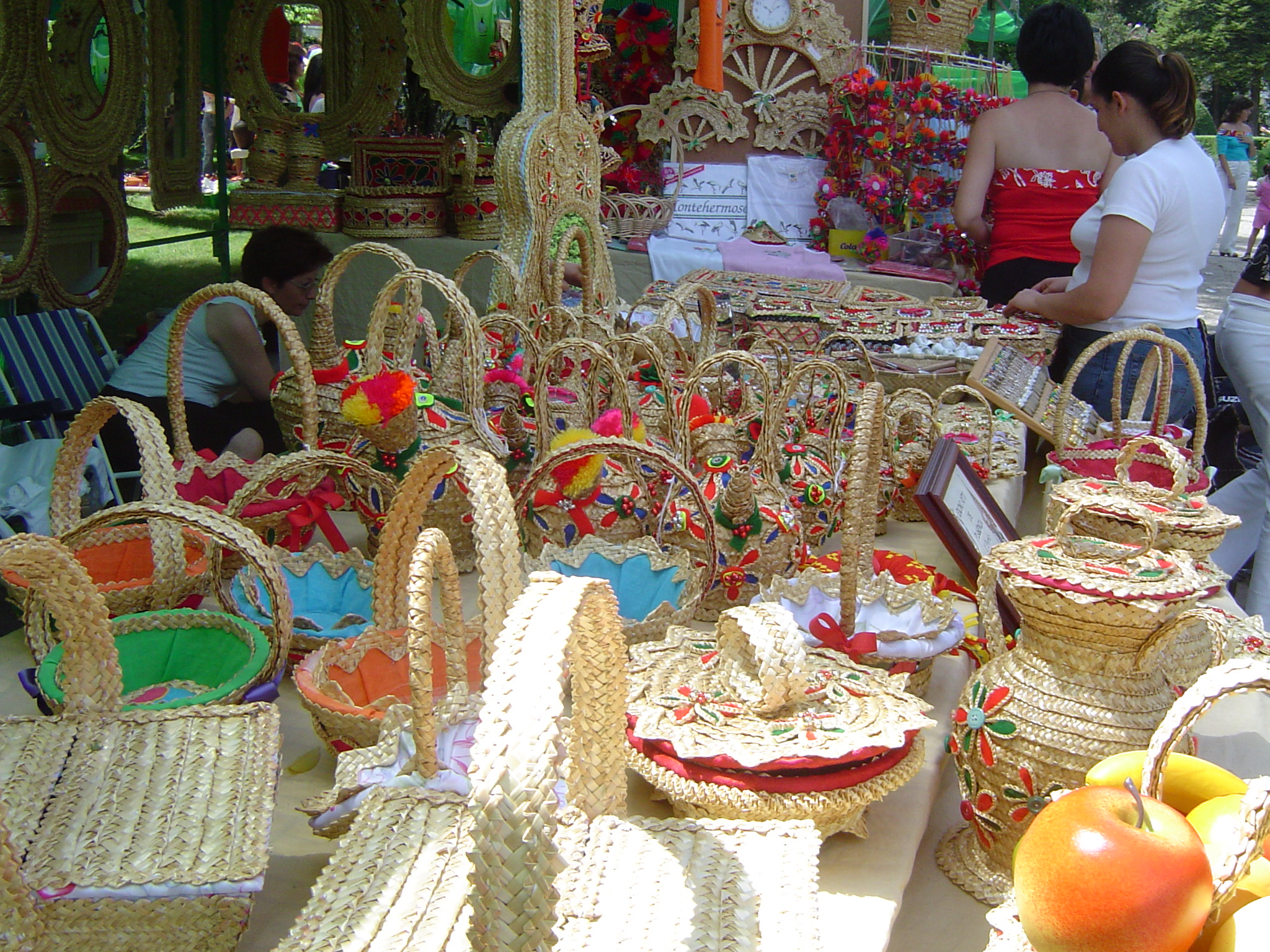
Cestería de Cáceres.

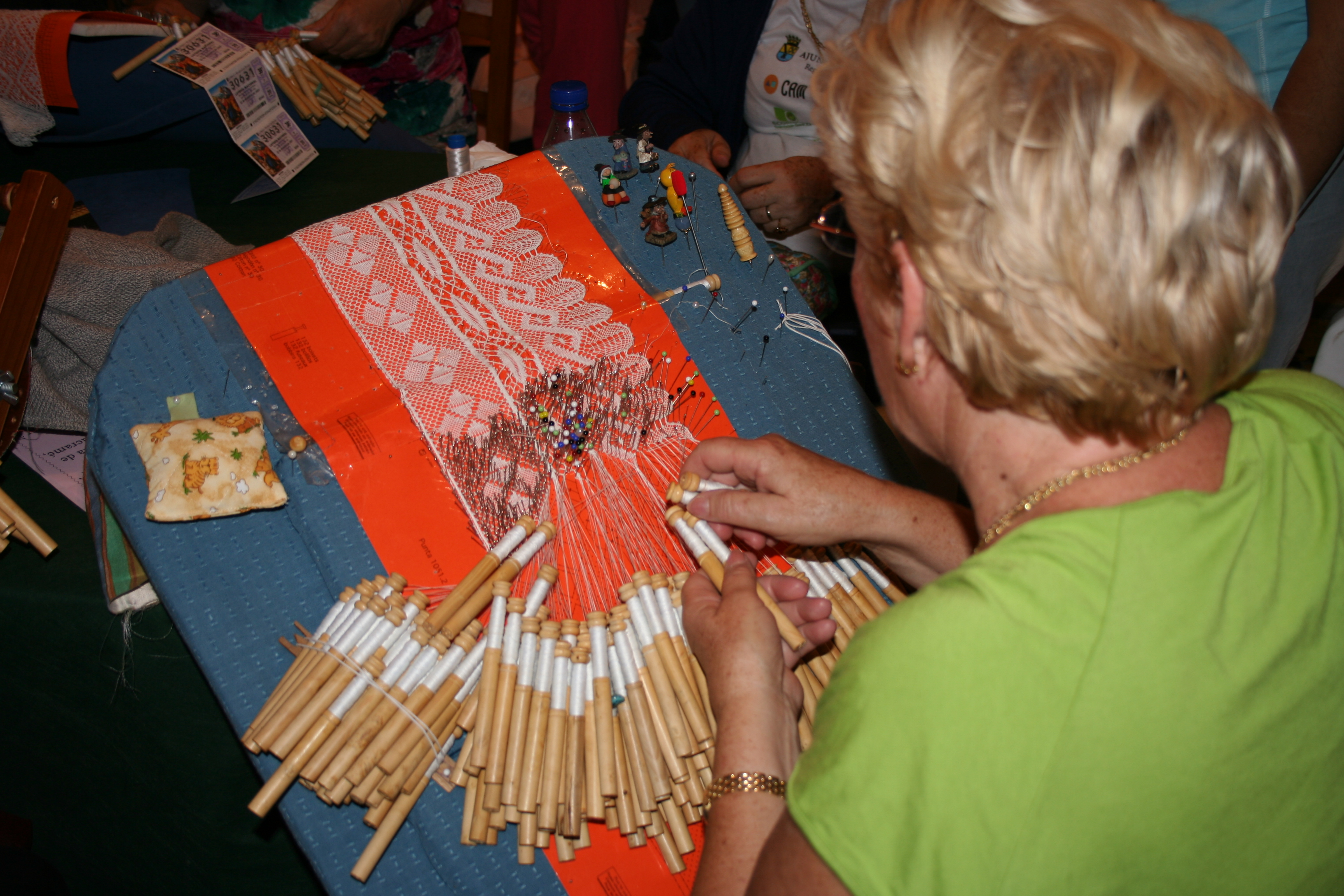
Encaje de bolillos.

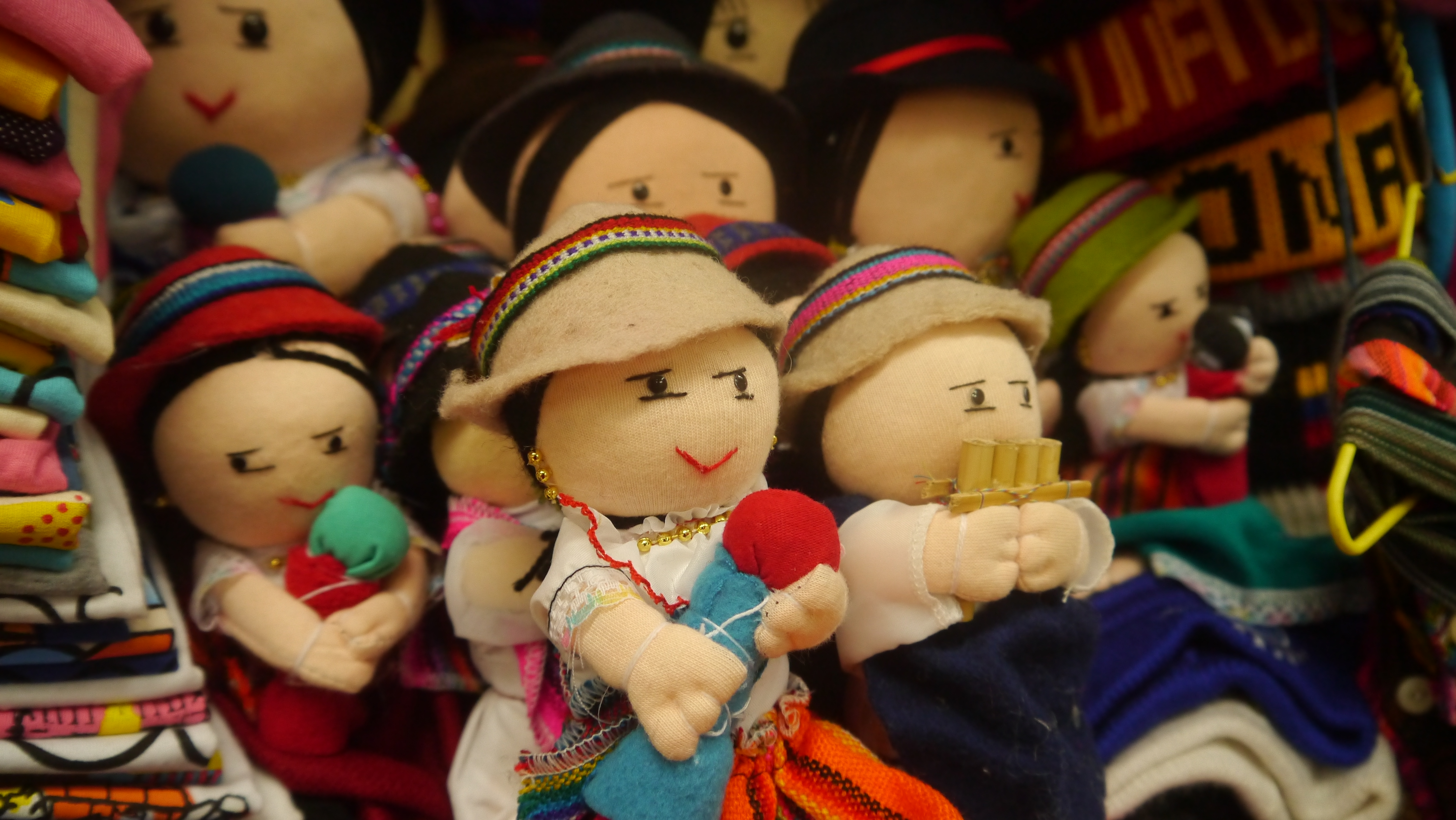
Muñecas de trapo artesanales ecuatorianas.

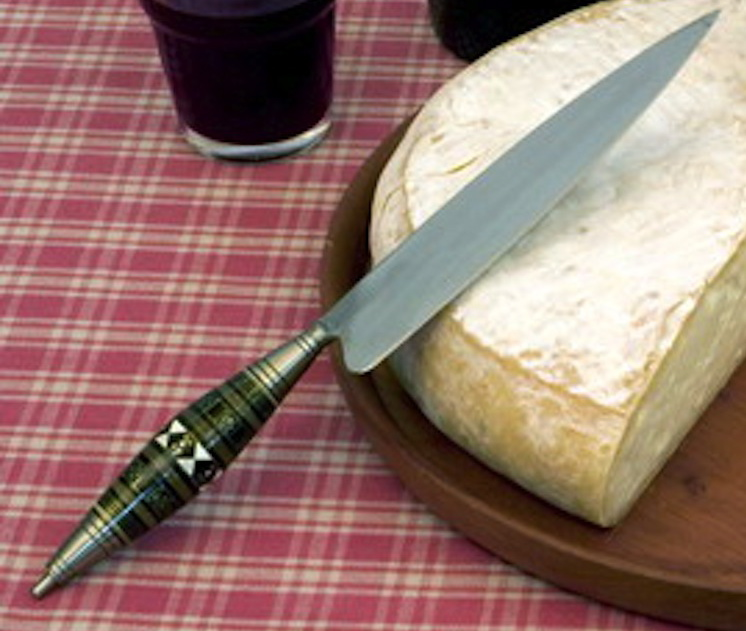
Cuchillo canario tradicional de la isla de Gran Canaria. Destaca su elaborado mango hecho a mano.

Artesanía o artesanado se refiere al trabajo de un artesano (normalmente realizado de forma manual por una persona, sin el auxilio de maquinaria o automatizaciones). El producto que es obtenido de ese trabajo, en el que cada pieza es distinta de las demás. La artesanía como actividad material se diferencia del trabajo en serie o industrial. Para que una artesanía sea tal debe ser trabajada a mano y cuantos menos procesos industriales tenga, más artesanal va a ser. La artesanía es un objeto totalmente cultural, ya que tiene la particularidad de variar dependiendo del contexto social, el paisaje, el clima, los recursos y la historia del lugar donde se realiza.
Muchas veces no conocemos lo que realmente implica la elaboración de productos artesanales y las características que éste debe poseer, confundiéndolos con manualidades, armadores u otro tipo de productos.
El Fondo Nacional para el Fomento de las Artesanías (FONART) de México, a través de su «Manual de diferenciación entre artesanía y manualidad», señala que la artesanía es: 

«Un objeto o producto de identidad cultural o también comunitaria, hecho por procesos manuales continuos auxiliados por implementos rudimentarios y algunos de función mecánica que aligeran ciertas tareas. La materia prima básica transformada generalmente es obtenida en la región donde habita el artesano. El dominio de las técnicas tradicionales de patrimonio comunitario permite al artesano crear diferentes objetos de variada calidad y maestría, imprimiéndoles, además, valores simbólicos e ideológicos de la cultura local. La artesanía se crea como producto duradero o efímero, y su función original está determinada en el nivel social y cultural, en este sentido puede destinarse para el uso doméstico, ceremonial, ornato, vestuario, o bien como implemento de trabajo...».

Con el objeto de definir a la artesanía y distinguirla de la industria, Eutimio Tovar Rodríguez en «La Artesanía Mexicana, su Importancia Económica y Social» ha propuesto como definición de artesanía «toda técnica manual creativa para producir, individualmente, bienes y servicios» y, por lo tanto, ha definido industria como «toda técnica mecánica aplicada para producir, socialmente, bienes y servicios».
Para muchas personas, la artesanía es un término medio entre el diseño y el arte. Para otros es una continuación de los oficios tradicionales, en los que la estética tiene un papel destacado pero el sentido práctico del objeto elaborado es también importante.
También quedan algunos artesanos que se dedican a los llamados «oficios tradicionales», pero cada vez son menos.
Uno de los principales problemas de la artesanía es la competencia con los productos procedentes de procesos industriales de bajo costo, con apariencia similar a los productos artesanos, pero con menor precio y calidad.
Otra dificultad para los artesanos es la forma de comercializar sus productos, ya que siendo una característica de la artesanía, ésta se realiza en talleres individuales o de pocas personas, con poca capacidad para llegar al mercado.

## Etimología
La etimología de la palabra «artesanía», deriva de las palabras latinas artis-manus que significa: arte con las manos. La artesanía comprende, básicamente, obras y trabajos realizados manualmente y con poca o nula intervención de maquinaria, habitualmente son objetos decorativos para el hogar. Al que se dedica a esta actividad se le denomina artesano.
Las artes manuales son practicadas desde hace muchos siglos, no se sabe con exactitud desde hace cuánto tiempo. Lo que se sabe es que desde de la prehistoria ya que se han encontrado artefactos hechos manualmente sin la intervención previa o completa de algún tipo de instrumento mecánico.
Hace siglos se buscaba la manera de satisfacer ciertas necesidades, por falta de maquinaria se implementaron mecanismos de utilidad, con un beneficio para una sociedad.[cita requerida]

## Arte y artesanía

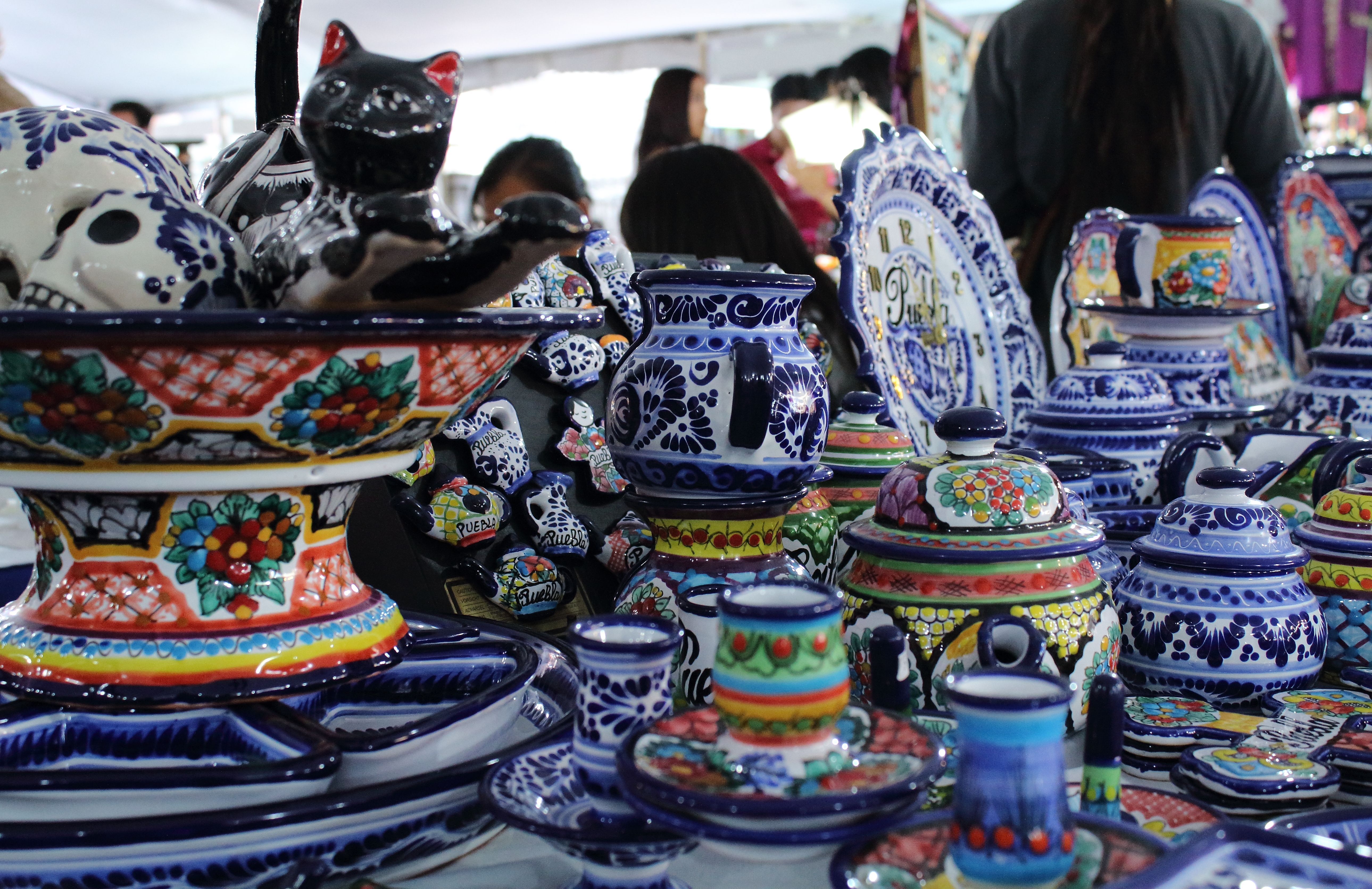
Artesanías de Puebla, México

Las diferencias fueron subrayándose a finales de la Edad Media y se consolidaron con el Renacimiento, dignificando la actividad y función social del arte con el artista, y subordinando la artesanía junto con el artesano dentro de la visión occidental. Finalmente el verdadero valor de la artesanía varía de acuerdo con la demografía.

## Artesanía en el mundo

### Argentina

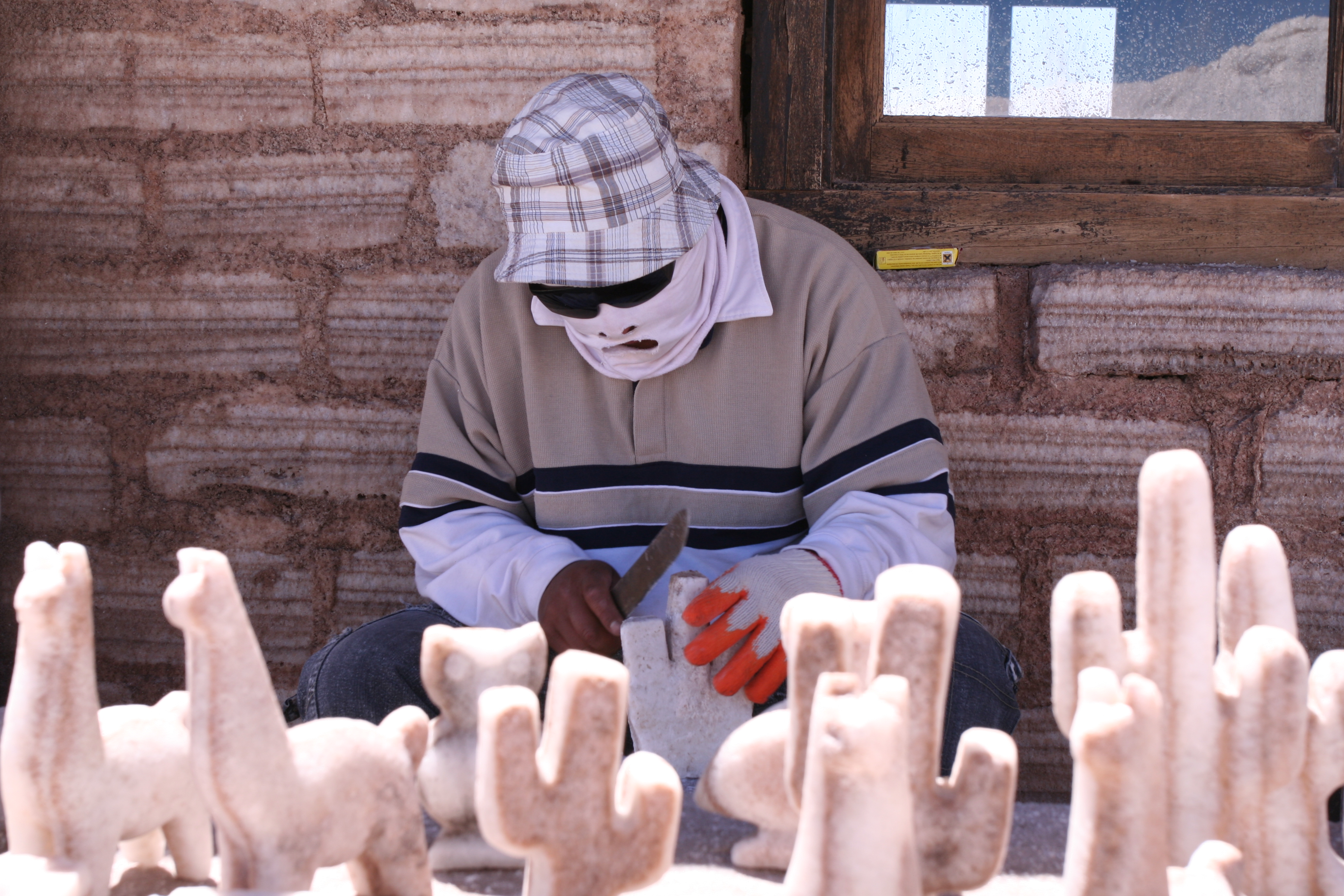
Artesano realizando esculturas de sal en Salinas Grandes, provincia de Salta (Argentina).

El amplio territorio de Argentina, permite que cada región tenga características propias en cuanto a las artesanías. Existen artesanos de los pueblos originarios que mantienen vivas ancestrales técnicas. También están los artesanos tradicionales que, utilizando materiales como el cuero y los metales como la plata y el oro, realizan excelentes artesanías gauchescas. Por otro lado, se encuentran los artesanos urbanos que generalmente se exponen y venden sus trabajos en plazas y/o ferias de artesanía. Estas distintas vertientes conviven cada año en un gran encuentro que se realiza en la ciudad de Colón, provincia de Entre Ríos. Se trata de la Fiesta Nacional de la Artesanía en la que se reúnen cada mes de febrero los mejores artesanos del país.

### Cuba
En Cuba, los artesanos con gran nivel en sus obras se agrupan como miembros de la Asociación Cubana de Artesanos Artistas (ACAA), en cuyo caso reciben un carné de acuerdo a su manifestación y aprobación del ejecutivo nacional, integrado por destacados artesanos y artistas de la plástica cubana. De esta forma queda garantizada la comercialización y promoción de sus obras a través de instituciones estatales dentro del país y en el exterior. Estos artesanos laboran de forma independiente en sus propios talleres y son apoyados por la dirección política y económica del país, se les considera como creadores artísticos.

### Chile
Chile es conocido por su rica tradición artesanal, donde se crean diversas piezas representativas folclore único del país. Estas artesanías abarcan una amplia gama de técnicas y materiales; como son los tejidos, cerámicas, cuero, cestería, joyería, entre otros. Particularmente, la producción con lana de alpaca es destacada en la artesanía chilena. Este material se utiliza para crear hermosos tejidos para prendas como, chales, ponchos, bufandas y otros accesorios, que son apreciados por su suavidad y calidez.
El gobierno chileno reconoce la importancia de preservar y promover estas tradiciones artesanales. Para ello, existen asociaciones y organismos gubernamentales que brindan apoyo y fomentan el desarrollo de las artesanías en el país. Algunas de estas organizaciones incluyen al Consejo Nacional de la Cultura y las Artes (CNCA) y la Fundación Artesanías de Chile. Estas asociaciones trabajan en estrecha colaboración con los artesanos, brindándoles capacitación, asesoramiento técnico, promoción de sus productos y oportunidades de comercialización. También se enfocan en preservar las técnicas tradicionales y promover la sostenibilidad en la producción artesanal. Gracias a estas iniciativas y al talento de los artesanos chilenos, las artesanías de Chile continúan siendo apreciadas tanto a nivel nacional como internacional, siendo un reflejo de la riqueza cultural y la dedicación de sus creadores.

### Ecuador
En Ecuador, artesanos de diversas comunidades del Ecuador trabajan artesanías con gran variedad de materiales entre ellas: paja toquilla, lana, alpaca, algodón, cabuya y cuero. Muchas de las artesanías pueden tardar entre cinco y ocho meses. La artesanía del Ecuador es famosa por su calidad. Sus técnicas como el bordado de Zuleta ya no se encuentra fácilmente y se han desplegado campañas para darlas a conocer en el mercado internacional para que cobren fuerza. 

#### Sombrero de paja toquilla
Los sombreros de paja toquilla son una artesanía tradicional de ciertas regiones de la provincia de Manabí. La materia prima es la paja toquilla, proveniente de una palmera (carludovica palmata) común en la costa ecuatoriana, que crece entre 1.5 y 2 metros y luego de 3 años está lista para cosechar sus hojas. 
La finura de los sombreros se mide en grados, a mayor finura mayor es el grado así como el valor comercial. Los modelos más conocidos que se elaboran son: Classic Fedora, Classic Fedora Semifino, Borsalino; generalmente se los ofrece en colores naturales, pero recientemente se está experimentando con colores teñidos.

#### Tejidos
En todo el país las mujeres mestizas e indígenas tienen habilidades innatas para el tejido, pero existen 3 zonas reconocidas donde se pueden encontrar tejidos de calidad de exportación: Otavalo, Salasaca, Salinas de Guaranda.  
Las artesanas de estas zonas usan materia prima de calidad como son: Lana de Alpaca (vicugna pacos) y Lana de Oveja (ovis aries) o una combinación de las dos; estas lanas pasan por un proceso de lavado, cardado, hilado y tinturado bajo altas normas de calidad. Una vez lista la materia prima las artesanas ponen en práctica sus conocimientos ancestrales así como parámetros de calidad como talla, combinación de colores, terminados, accesorios, etc. 
Los productos que tienen mayor demanda son: suéteres de hombre y mujer, suéteres de niños, bufandas, gorras, guantes, chalinas, ponchos.

### España

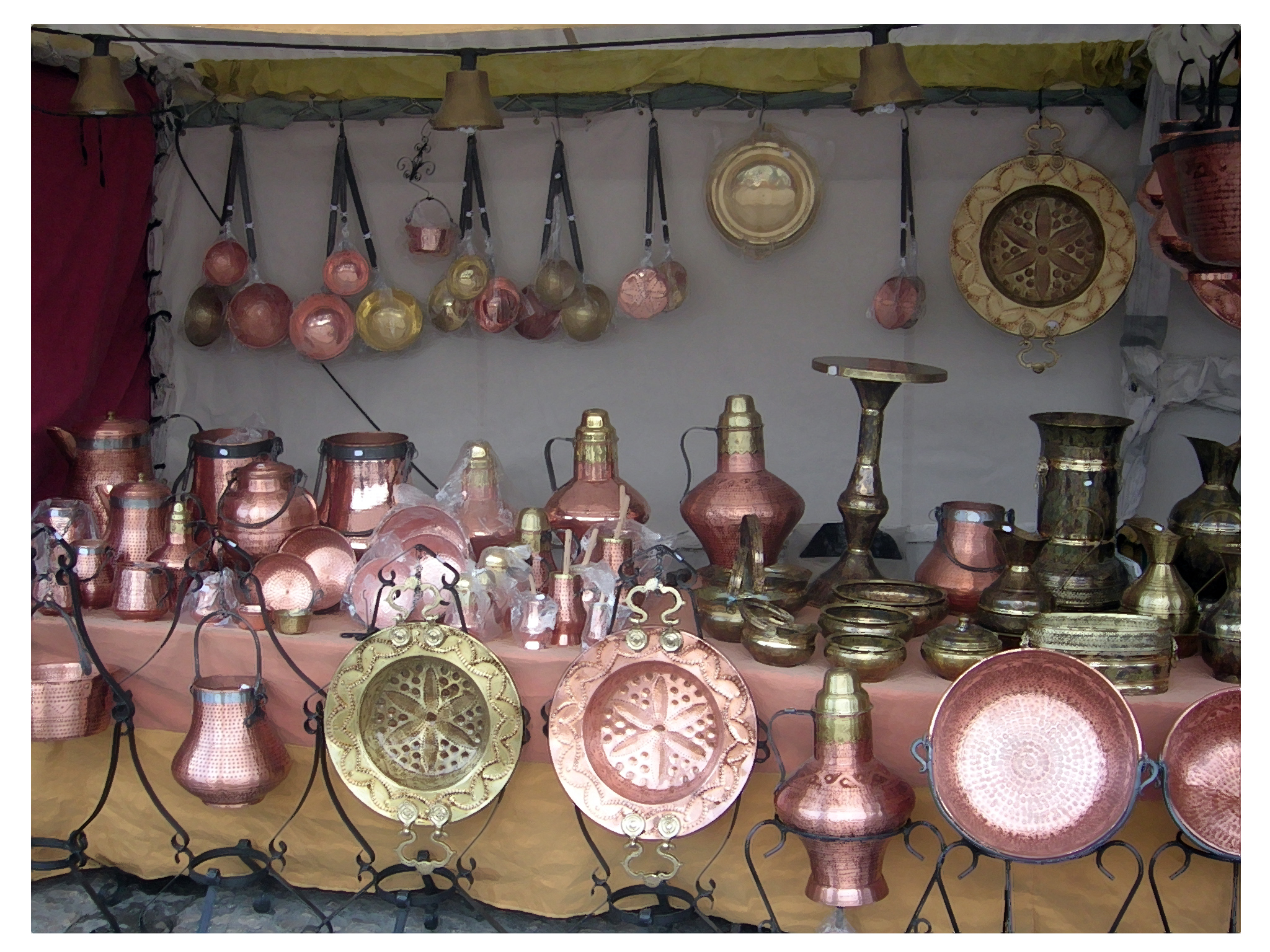
Cobre de Madrid.

La artesanía en España es muy diversa y variada, y cada comunidad autónoma dispone de diferentes productos identificativos, aunque generalmente destaca la elaboración de trabajos en cerámica (como los realizados en Castilla y León, la provincia de Granada, en Talavera de la Reina, en Asturias, en la Región de Murcia o en Canarias), en vidrio (cuyo centro se halla en Segovia, con la Real Fábrica de Cristales de La Granja), en madera (con focos en Galicia, Asturias, Cataluña, Castilla y León, Islas Baleares y Andalucía), en cuero (Huelva, Sevilla, Albacete y Madrid), en cestería y esparto (Andalucía, Extremadura, Castilla y León, Aragón o Valencia) y en varios metales (la cuchillería de Albacete, las espadas y damasquinado de Toledo y Éibar o la forja segoviana). Además, tiene una extensa representación en el sector textil, en el que se pueden encontrar tejidos (los conocidos de la Alpujarra granadina, las jarapas zamoranas y otras similares en León, Ezcaray, Lorca y Galicia), bordados (como los de las provincias de Salamanca y Segovia o los de La Orotava tinerfeña) y encajes (comunes en Andalucía y en Almagro), siendo el más común el de bolillos, muy extendido.
En España, los artesanos pueden certificar la autenticidad de su producción mediante la obtención del carné artesano correspondiente a su oficio. Los carnés artesanos son otorgados por cada comunidad autónoma. En las Islas Canarias, concretamente en Tenerife existe el centro de Documentación y el Museo de artesanía iberoamericana más grande de Europa que pretende enseñar a los visitantes y usuarios el nexo cultural que existe históricamente entre los pueblos a un lado y a otro del océano Atlántico a través de sus trabajos artesanales. Además, existen otros centros conocidos como el de Cabañas de Polendos (Segovia).

### México

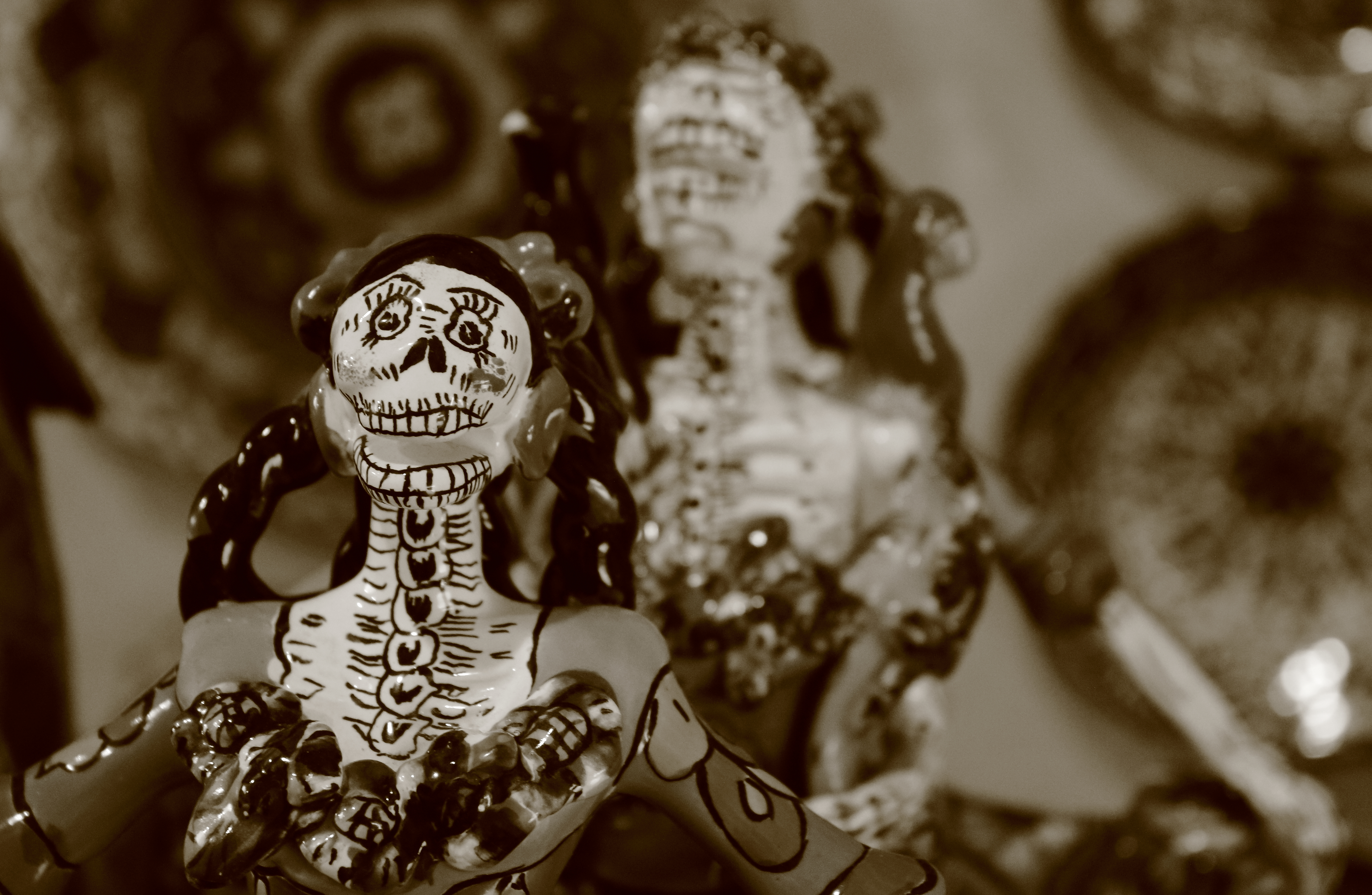
Catrinas.

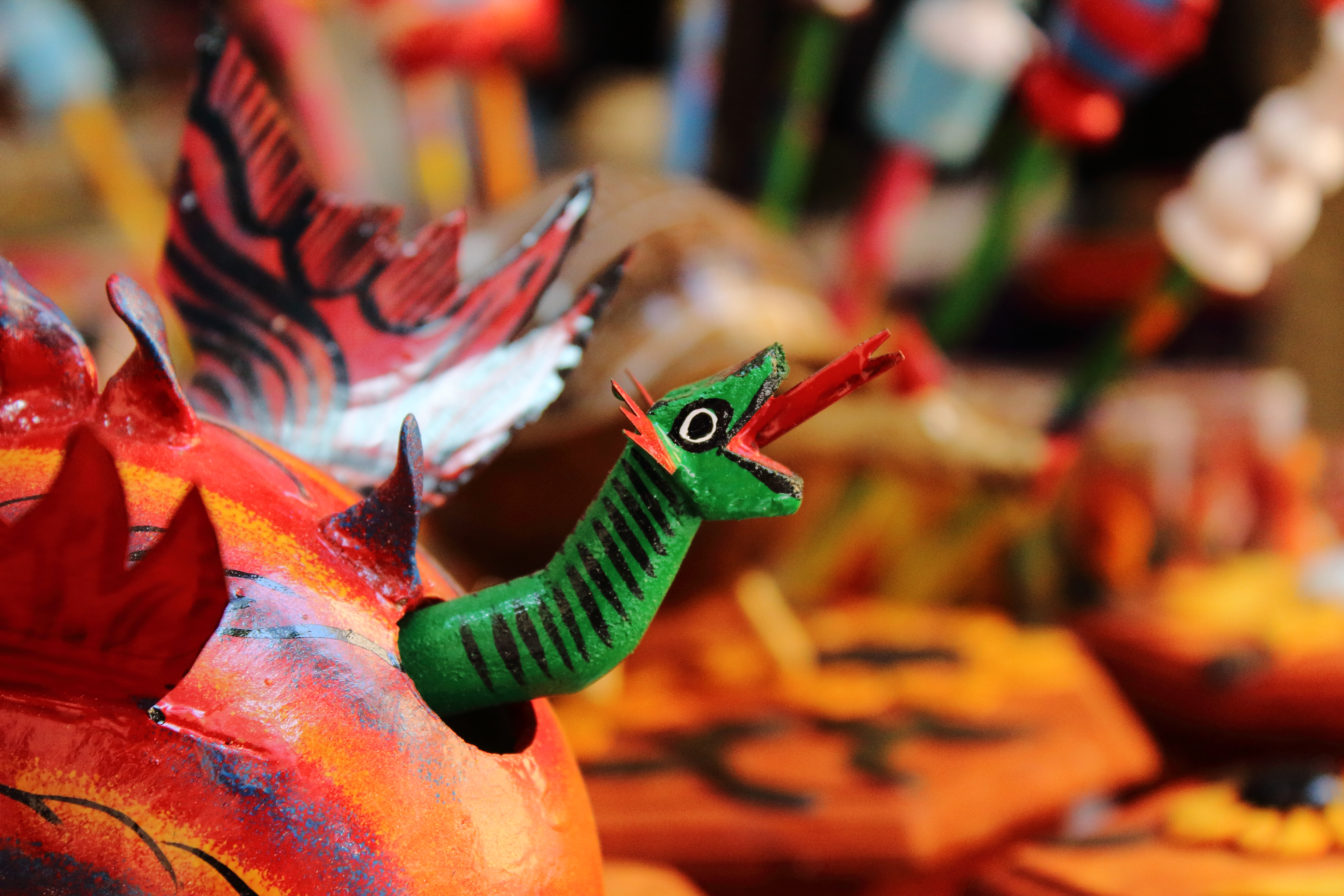
Artesanía de las calles de Puebla.

En México, miles de artesanos perpetúan las tradiciones que aprendieron de sus antepasados. Esto refleja no solo un profundo aprecio por la tradición, pero también la necesidad de crear “objetos mexicanos” que se ajustan a las necesidades cotidianas, y que permiten la supervivencia durante periodos de dificultades económicas. En México, regatear las artesanías, es menospreciar el valor y la dedicación que a puesto el artesano en su obra. Pagar el precio por ella es lo justo. 

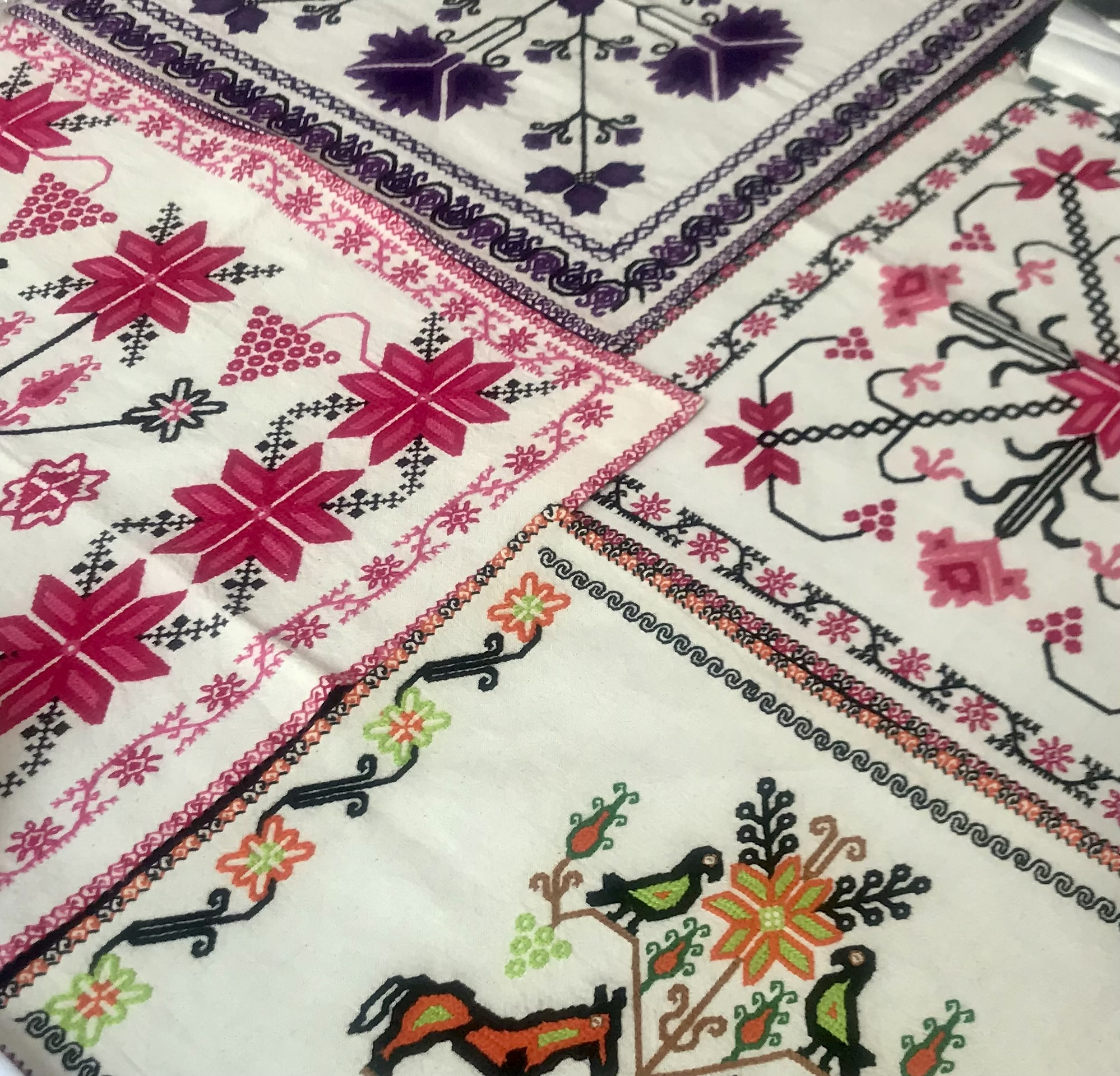
Textil. Bordado Mazahua, Estado de México.

Las artesanías mexicanas son símbolo de tradición y arraigo, así como han sido ejes para la creación cultural, ocupando un lugar preponderante en las actividades productivas de nuestra gente, ya que en ellas vemos reflejados nuestros orígenes y costumbres. Han significado el desarrollo y perfeccionamiento de técnicas, de formas y símbolos, que gracias a ellos, se han conservado los rasgos estéticos característicos de su región y que aparecen plasmados en una multiplicidad de objetos elaborados en diversos materiales, como son:
Barro
Hierro Forjado
Joyería
Madera
Cerámica
Talavera
Pewter
Vidrio
Tela/Hilo
Palma
Velas
Ropa y Accesorios
Las artesanías mexicanas son muy apreciadas en todo el mundo, porque son muestras de lo colorido y folklórico que es México de tal forma que están concebidas para ocupar una función clave en la vida cotidiana. Ollas de barro negro en la cocina, mesas de marquetería, marcos de pewter, macetas de barro pintado. Así la artesanía mexicana se convierte en uno de los elementos decorativos más utilizados en las casas, no solo por razones de estética, sino también por su utilidad.
México cuenta con FONART que es el Fondo Nacional para el Fomento de las Artesanías es un fideicomiso público del Gobierno Federal sectorizado en la Secretaría de Desarrollo Social (SEDESOL) que surge como una respuesta a la necesidad de promover la actividad artesanal del país y contribuir así a la generación de un mayor ingreso familiar de las artesanas y los artesanos; mediante su desarrollo humano, social y económico. Fue constituido el 28 de mayo de 1974 por mandato del Ejecutivo Federal con el objeto social de fomentar la actividad artesanal en el país.

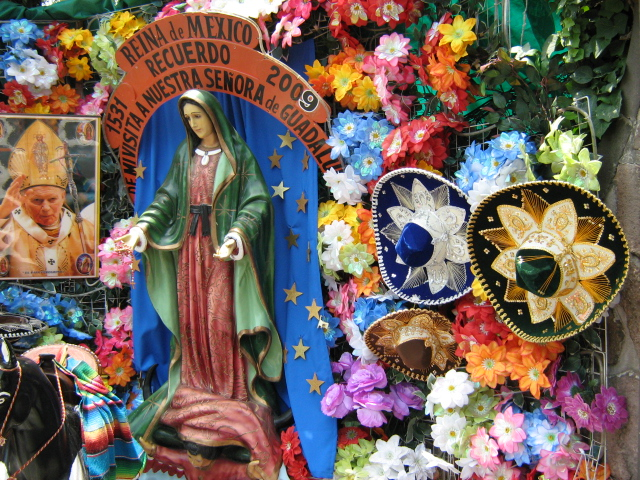
Artesanías Guadalupanas, México.
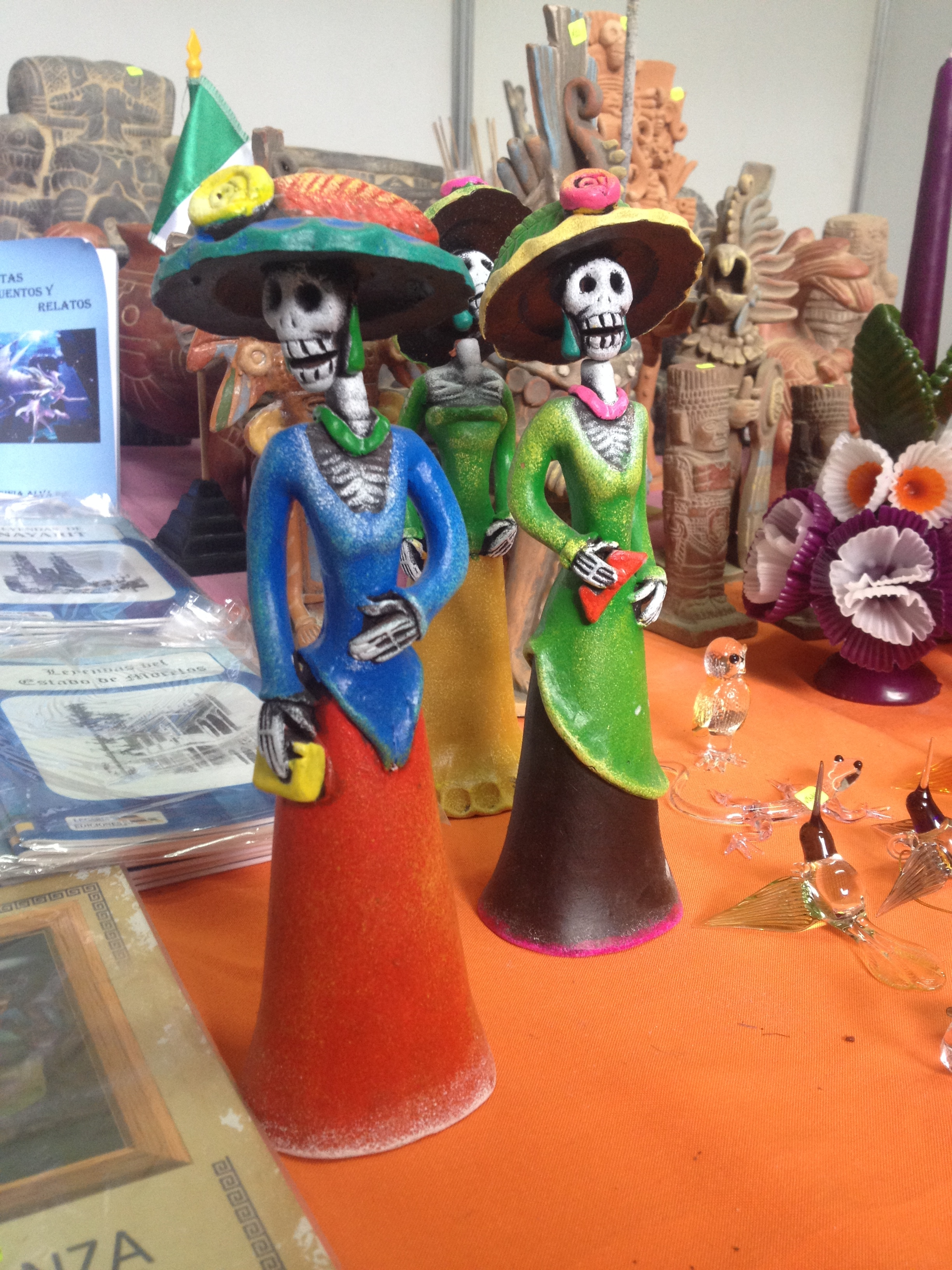
Catrinas artesanales provenientes de Texcoco, México
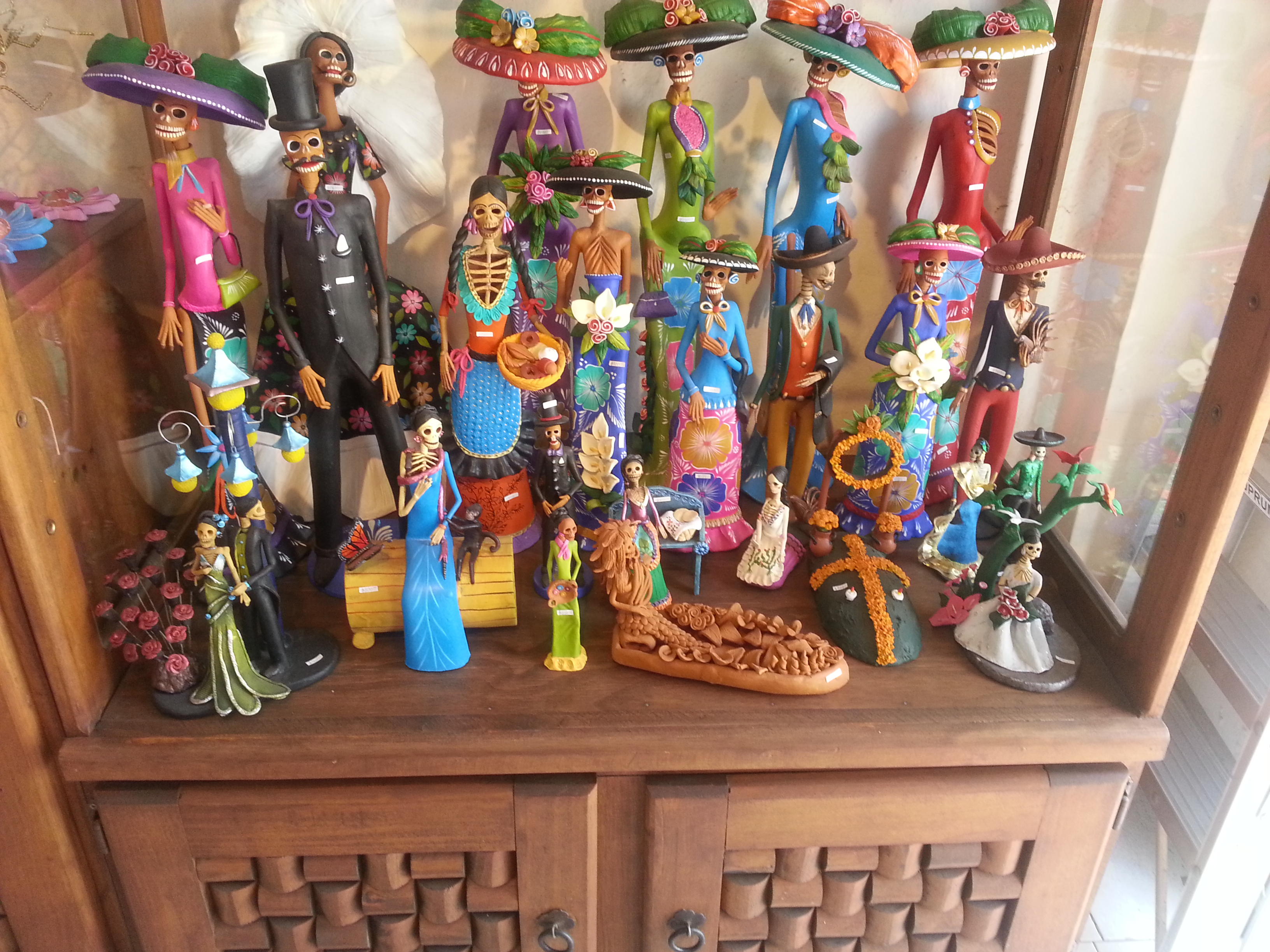
Catrinas y calacas hechas de barro en diferentes estilos. Metepec, Estado de México, México.
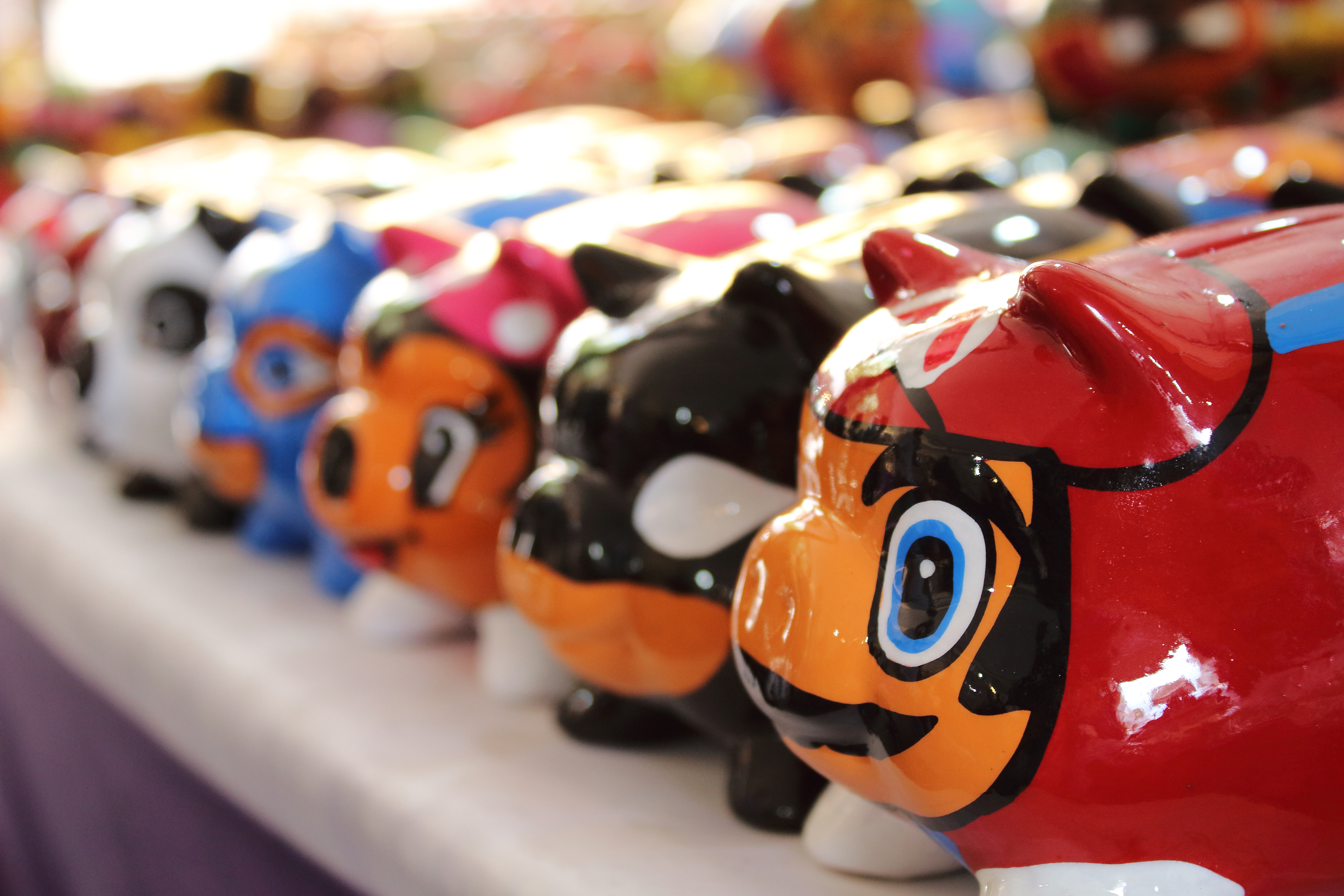
Artesanía de Puebla.
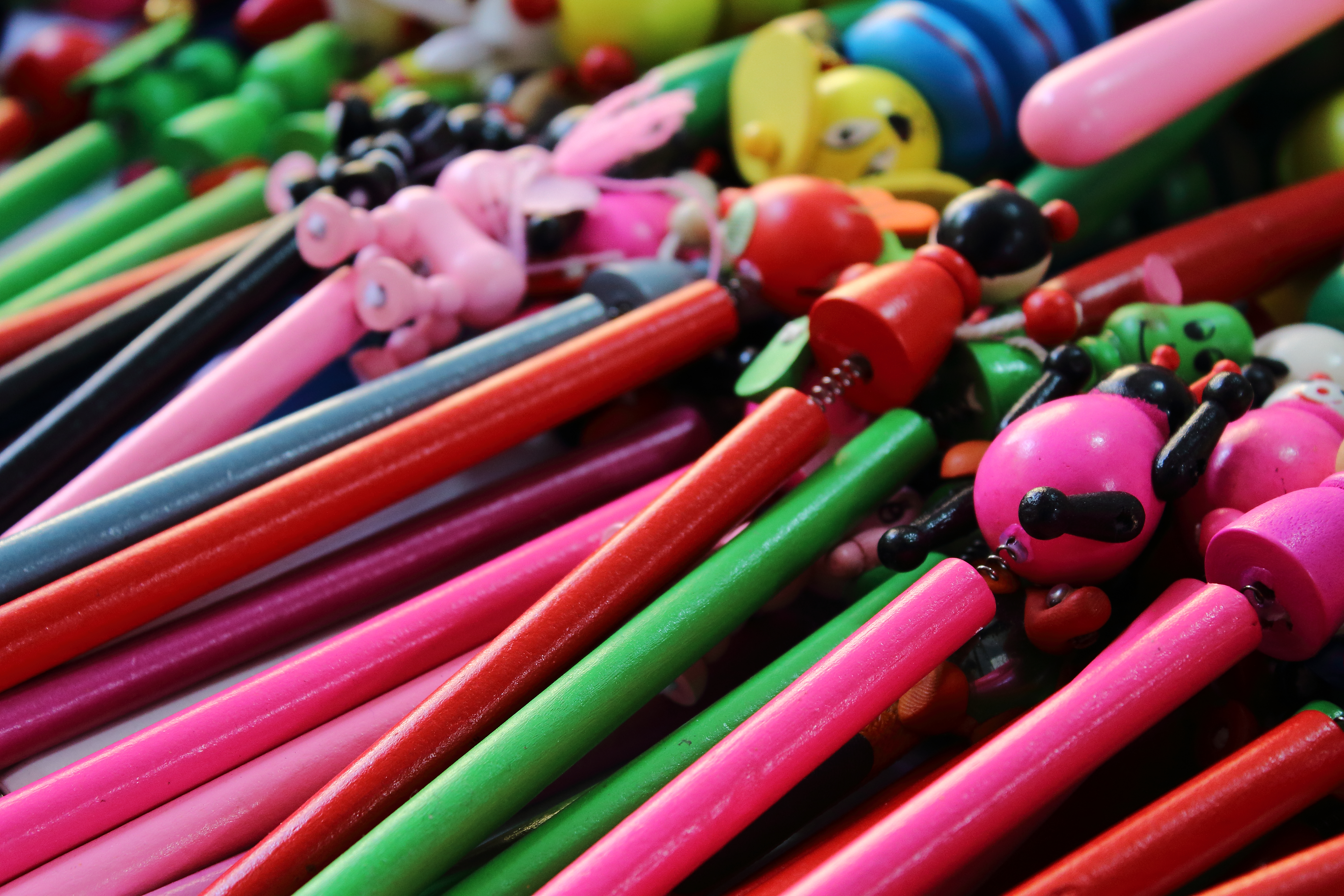
Lápices de madera.

### Marruecos
La artesanía marroquí se ha ido enseñando durante generaciones, consiguiendo piezas de gran calidad y con muchos detalles. Los tipos de artesanía a destacar son la artesanía de alfombras, la cestería, el trabajo en cuero (tanto los puffs de piel como las mochilas árabes entre otros objetos), la joyería y la alfarería.

#### La alfarería
Esta última artesanía, la alfarería, en cada región se produce un tipo de cerámica, pero las   cerámicas más destacadas son las de Fez y de Safi. En la cerámica de Fez la característica fundamental es el color azul y en la cerámica de Safi, que viene a partir de la de Fez, pero las obras usualmente son de color marrón, verde y amarillo.
En Azemmur, Meknés, Tarudant, Marrakech y Rabat se puede ver tosco barro vidriado o esmaltado. Para dos tipos de usos: Aquellos que solo tienen como objetivo decorar y aquellas tienen utilidad, ya sea para transportar o para la conservación alimentos. Suelen tener detalles decorados con figuras geométricas o representativas.

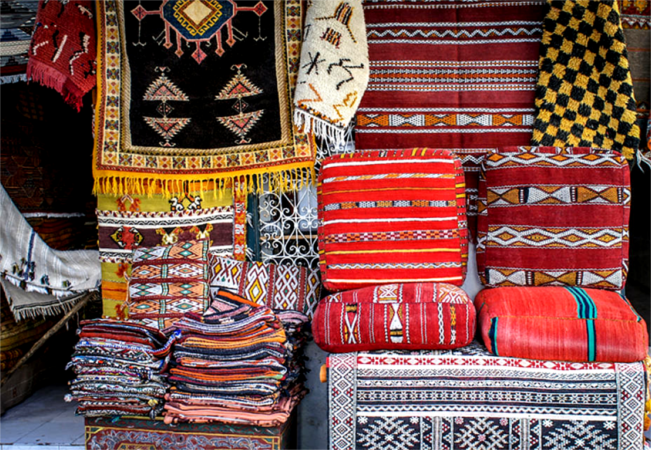
Puesto de alfombras marroquíes

#### Las alfombras
Las Alfombras llamadas alfombras bereberes o campesinas, con figuras geométricas son bastas, pero coloridas. Las distintas categorías de estas como en el Alto Atlas son más finas, En Marrakech son más creativos y en el este del país son de color azul y verde en fondos oscuros. En el Medio Atlas hay alfombras de fondo blanco y figuras oscuras de Taza o de fondo coloreado de Meknes.
Al norte de Marruecos se han especializado en las técnicas de bordado en las que los objetos tienen parecidos motivos y gran variedad de colores.

#### Cestería

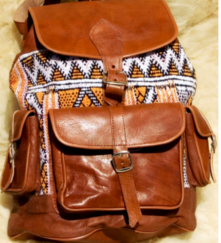
Mochila de cuero marroquí

La cestería se creó por las necesidades de los habitantes, por ejemplo; mobiliario de jardín, cestas para el transporte de las compras, lámparas y sombreros. Las materiales que se utilizan puede ser el junco, la caña o la palmera pequeña.

#### El Cuero
La artesanía de cuero de Marruecos es muy famosa entre los turistas. En principio se utilizaban para los lomos de los libros, babuchas o sillas de montar, pero se ha ido mejorando los trabajos hasta llegar a fabricar puffs, bolsos, maletas, mochilas, cinturones, cojines y cazadoras.

#### Joyería
En la Joyería marroquí se emplean materiales como el oro, piedras preciosas y plata. Este antiguo gremio ha estado habitando en los mismos barrios durante siglos en ciudades como Tánger, Marrakech, Rabat, Essaouira, Fez, Meknés y Sale.
También podemos contar con la joyería bereber rural en la que solo se utiliza la plata y que está llena de símbolos sobre su cultura. Se fabrica en las ciudades de Talouin, o Ouarzazatem y Tazenajt

### Técnicas
- Alfarería
- Tejido
- Alimentos
- Damasquinado
- Guadamecil
- Papel maché
- Repujado

### Otros
- Arte
- Hazlo tú mismo
- Arts and Crafts
- Diseño
- Moda